# Ambassade du Canada en Pologne

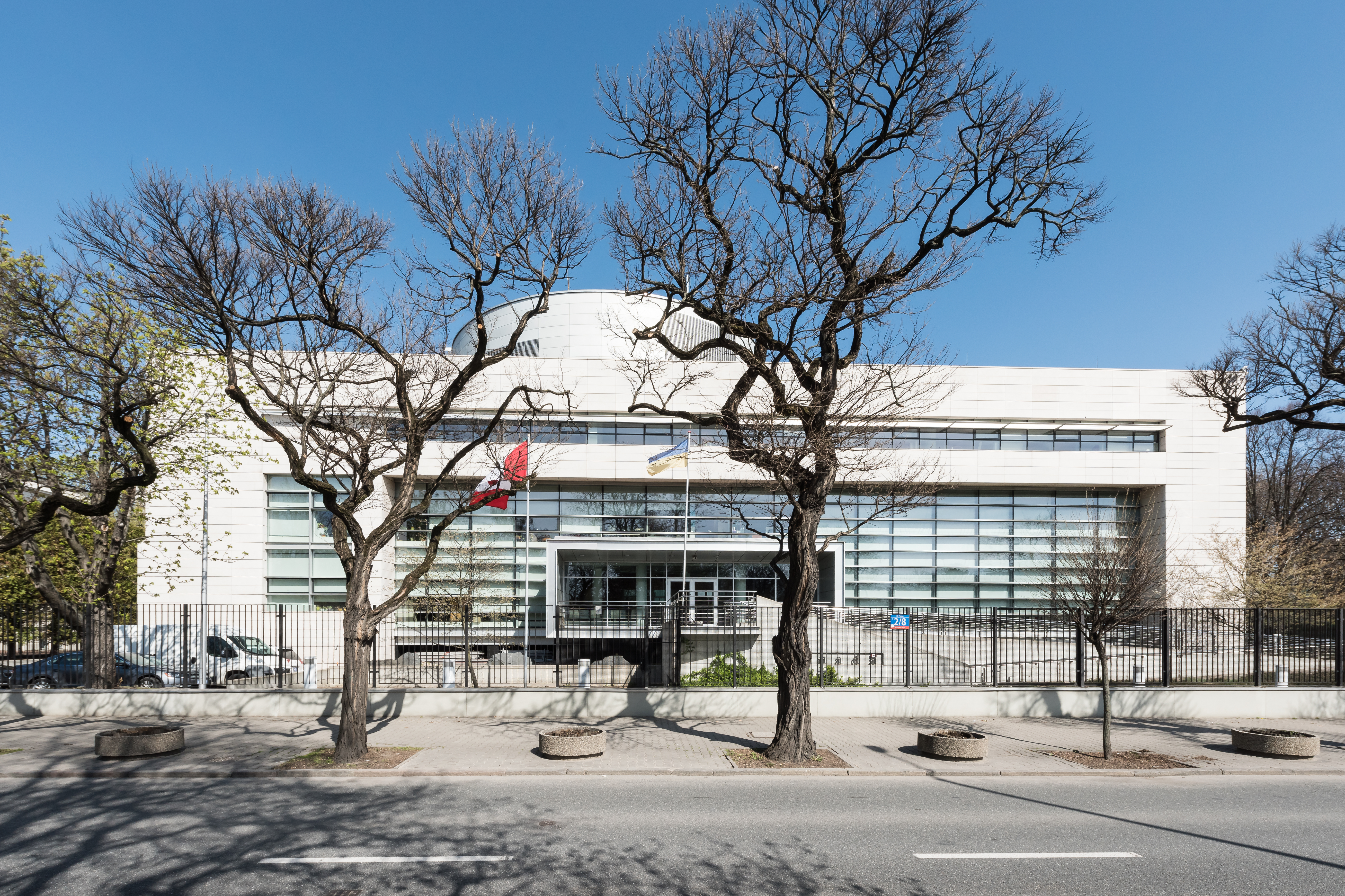
L'ambassade du Canada en Pologne
Adresse: ulica Jana Matejki 1/5
00-481 Varsovie

L'ambassade du Canada à Varsovie, en Pologne (English: Embassy of Canada to Poland) est la représentation diplomatique du Canada en Pologne. L'ambassade couvre aussi dans sa représentation diplomatique la Biélorussie. Le bâtiment de l'ambassade est situé au 1/5, rue Jana Matejki à Varsovie, dans la même rue que le Sejm, la Diète polonaise.

## Histoire
Avant 1970, l'ambassade du Canada en Pologne était située dans des bureaux loués, rue Katowicka. Le bâtiment initial de l'ambassade inauguré en 1970 se situait au 1/5, rue Jana Matejki. Il a été ensuite démoli pour la construction du bâtiment actuel. L'ambassade possède un bail à perpétuité accordé par la ville de Varsovie.
Conçu par l'architecte Voytek Gorczynski, le nouveau bâtiment possède des dimensions par rapport à l'immeuble précédent d'environ du double. L'ambassade du Canada en Pologne a fait l'objet de nombreux prix depuis son inauguration en 2001. Nommée Meilleur édifice de l'année, en 2001, par le Polish Business News, Meilleur édifice public, en 2002, par la ville de Varsovie, elle a reçu une mention spéciale de l'Association des architectes polonais pour la Meilleure conception architecturale en 2001.
L'architecture de l'ambassade met l'accent dans sa conception sur la lumière naturelle et les espaces ouverts qui représentent les valeurs canadiennes de transparence et d'ouverture. Ces valeurs sont illustrées par un hall d'accueil éclairé par le ciel comprenant trois étages et une salle polyvalente appelée salle Canada qui est utilisée pour des présentations et des réceptions officielles. Le bâtiment possède trois étages en hauteur avec un extérieur en aluminium et en calcaire français.

## Monument des Deux Rochers

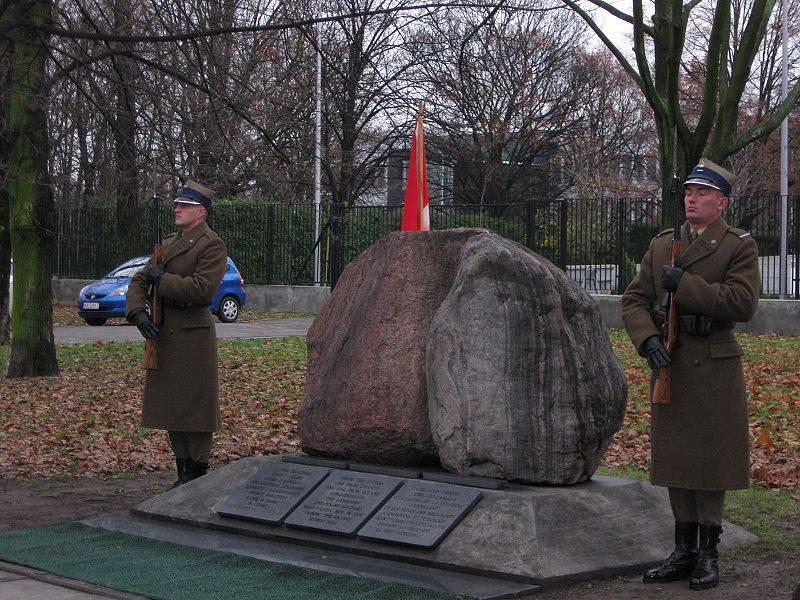
Le monument des Deux Rochers

Le monument des Deux Rochers a été inauguré en 1999 par les Premiers Ministres canadiens et polonais – Jean Chrétien et Jerzy Buzek. L’inscription sur le monument indique: Ces deux rochers, un de Pologne et l’autre du Canada, commémorent les soldats polonais et canadiens, qui se sont battus côte à côte pendant la Seconde Guerre Mondiale. Un rocher originaire de Wilno en Ontario et l'autre de la région cachoube en Pologne symbolisent la rencontre de la population canadienne et polonaise.
Le 21 août 2009, l’ambassade du Canada en Pologne a célébré le 65e anniversaire de la bataille de Falaise en France, pendant laquelle les forces alliées du Canada et de la Pologne ont vaincu les troupes allemandes. Des gerbes de fleurs ont été déposées sur le monument des Deux Rochers (situé en face de l'ambassade du Canada à Varsovie) par les représentants du ministère de la Défense nationale du Canada et les vétérans polonais qui ont participé à la bataille de Falaise.
Un de ces soldats était également présent lors de la cérémonie de commémoration du 21 août 2009. Il s'agit de Marian Słowiński, un des derniers soldats vivants de la 1re division blindée polonaise du général Maczek, et aussi ancien employé de l'ambassade du Canada à Varsovie.

## Sections de l'ambassade
L'ambassade est l'une des missions les plus importantes du Canada en Europe de l'Est comprenant environ 13 diplomates canadiens et 65 employés polonais travaillant à la chancellerie et à la résidence officielle de l'ambassadeur. 
Actuellement, il existe cinq sections opérationnelles à l'ambassade:
La section des visas traite les demandes de permis de séjour temporaire et de résidence permanente qui proviennent des citoyens et des résidents de la Biélorussie, de l'Estonie, de la Lettonie, de la Lituanie, et de la Pologne.
La section commerciale encourage la promotion du commerce et des intérêts économiques du Canada en Pologne, et appuie les entreprises canadiennes et leurs produits, services ou technologies pour le marché polonais. Cette section assiste aussi les clients polonais en matière d'investissement et de débouchés commerciaux au Canada et supporte leurs besoins dans la recherche de produits et de services appropriés en provenance du Canada.
La section consulaire fournit de l’aide aux Canadiens qui voyagent, étudient ou résident en Pologne et en Biélorussie.
La section des affaires politiques, économiques, culturelles, universitaires et publiques possède des responsabilités étendues, dont la promotion des relations politiques et parlementaires bilatérales, des relations dans les milieux universitaire et de l’enseignement, des relations culturelles, de la coopération scientifique, de la presse et des médias, et des affaires publiques. Cette section est également responsable des relations politiques avec la Biélorussie et d' "Expérience internationale Canada" qui est un programme de mobilité des jeunes entre le Canada et la Pologne.
La section de l'Attaché de la Défense canadienne couvre la liaison militaire entre le Canada et la Pologne, l’Estonie, la Lettonie, la Lituanie, la Slovaquie et la République tchèque.

## Source
- (en) Cet article est partiellement ou en totalité issu de l’article de Wikipédia en anglais intitulé « Embassy of Canada to Poland » (voir la liste des auteurs).